# Coryphasia
Coryphasia Simon, 1902 è un genere di ragni appartenente alla famiglia Salticidae.

## Distribuzione
Le 10 specie oggi note di questo genere sono tutte endemiche di varie zone del Brasile.

## Tassonomia
A dicembre 2010, si compone di 10 specie:
- Coryphasia albibarbis Simon, 1902[2] — Brasile
- Coryphasia artemioi Bauab, 1986 — Brasile
- Coryphasia cardoso Santos & Romero, 2007 — Brasile
- Coryphasia castaneipedis Mello-Leitão, 1947 — Brasile
- Coryphasia fasciiventris (Simon, 1902) — Brasile
- Coryphasia furcata Simon, 1902 — Brasile
- Coryphasia melloleitaoi Soares & Camargo, 1948 — Brasile
- Coryphasia monteverde Santos & Romero, 2007 — Brasile
- Coryphasia nigriventris Mello-Leitão, 1947 — Brasile
- Coryphasia nuptialis Bauab, 1986 — Brasile